# Heinkel He 120
O Heinkel He 120 foi um projecto da Heinkel para construir um hidroavião de casco quadrimotor. Seria uma aeronave de longo alcance e capaz de transportar por volta de 60 passageiros. Foi um dos raros projectos de hidroaviões em que a Heinkel se aventurou, dada a pouca experiência que tinha na área em comparação com a Blohm & Voss e a Dornier. Este hidroavião nunca passou da fase de planeamento.